# Tinodes turbulentus
Tinodes turbulentus är en nattsländeart som beskrevs av Martynov 1913. Tinodes turbulentus ingår i släktet Tinodes och familjen tunnelnattsländor. Inga underarter finns listade i Catalogue of Life.